# Кыдырбеков, Латиф Омирбекович
Кыдырбеков Латиф Омирбекович  (20 марта 1931 года, село Кенбидайык Коргалжынского района Акмолинской области - 28 января 1996 года, Алматы ) - кандидат геолого-минеральных наук (1983). Окончил Московский геологический-разведывательный институт (1954). Помощник министра геологии Казахской ССР (1962–65), первый заместитель (1969–74), вице-президент АО «Алтынгео» с 1994 до конца жизни. Внес большой вклад в разведку и открытие медных месторождений Актогай, Айдарлы и золоторудного района Акбакай . Является лауреатом Государственной премии СССР за создание новой сырьевой базы в металлургии Казахстана (1986). Награжден орденами Трудового Красного Знамени, знаком Почёта и медалями.